# دائرة برج زمورة
تبعد زمورة حوالي ثلاثين كم عن البرج، عاصمة ولاية البرج. وزمورة تعتبر أقدم من الولاية ذاتها لانها تأسست قبل حوالي 700 سنة
ومن احيائها حي بوعزيزالعتيق وذراع حليمة والسويقة وبونصرو بولحاف والدهسة والغيل(تالاوزرو) وهناك اثار في منطقة الغيل (تالاوزرو) وفيها سجن منذ العهد الفرنسي الذي يسمى الكوليج.

## مواضيع ذات صلة
- دوائر ولاية برج بوعريريج